# Спомен-чесма у Буковику
Спомен-чесма у Буковику се налази на улазу у порту цркве Светог арханђела Гаврила и заједно са њом представља непокретно културно добро као споменик културе, решењем Владе Републике Србије бр. 71/94 од 6. децембра 2005. године, Сл. Гл. РС бр. 108 од 06.12.2005. године.
Направљена је 1927. године за време краља Александра I Карађорђевића, од камених блокова, а у спомен устаницима и палим ратницима у ослободилачким ратовима Србије 1912-1918. године.
- Спомен плоча